# Os subcalcaneum
Os subcalcaneum is de benaming voor een accessoir voetwortelbeentje dat soms als extra ossificatiepunt ontstaat gedurende de embryonale ontwikkeling. Soms wordt het ook wel os subcalcis genoemd. Bij de mensen bij wie het botje voorkomt, bevindt het botje zich aan het posterieure, onderste uiteinde van het hielbeen. In een geval, dat werd toegeschreven aan epifyseale fragmentatie, werd het os tuberis calcanei genoemd. In sommige gevallen is onderscheid met een os aponeurosis plantaris lastig.
Op röntgenfoto's wordt een os subcalcaneum soms onterecht aangemerkt als afwijkend, losliggend botdeel of als fractuur.